# Horisme teriolata
Horisme teriolata är en fjärilsart som beskrevs av Karl Schawerda 1942. Horisme teriolata ingår i släktet Horisme och familjen mätare. Inga underarter finns listade i Catalogue of Life.